# Varssem

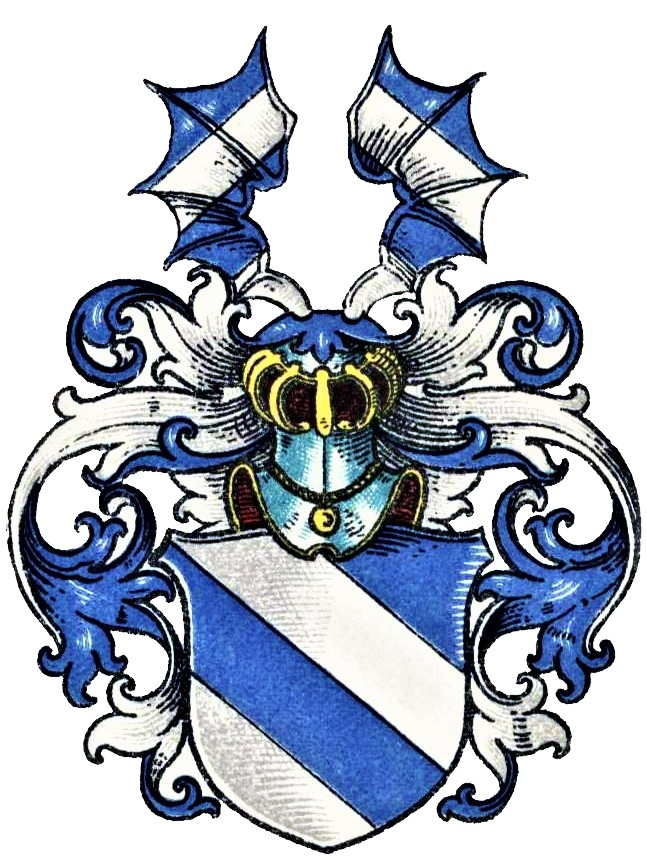
Wappen derer von Varssem im Wappenbuch des Westfälischen Adels

Varssem (auch: Vorshem, Vorsem, Varssum, Varssen o. ä.) ist der Name eines westfälischen Adelsgeschlechts.

## Geschichte
Das Geschlecht stammt aus der Grafschaft Mark und dem Vest Recklinghausen. Bereits 1277 erscheint der Knappe Lubbert von Varssem, benannt nach Varssem im Kirchspiel Unna. 1303 und 1304 tritt Knappe Gerhardus de Vorsheim auf. Zusammen mit seiner Frau Agnes und seinen Kindern Lambert, Lubert und Margaretha verkaufte er dem Kloster St. Walpurg Ackerland an der Lippe bei der Kesseler Mühle. Sohn Lambert von Varssem (van Vorsheym) war Burgmann zu Burg Mark, ebenso wie Gert von Varssem, der 1392 mit dem Kaldenhof belehnt wurde. Schon früh war die Familie auch in Soest und Dortmund vertreten. Ein Lambert von Varssem war 1459 Bürger zu Soest und verkaufte einen Hof an Johann Klepping. Dietrich Varssem war 1472 Kanoniker zu Soest. Im 17. und 18. Jahrhundert stellte die Familie mehrere Soester Ratsherren sowie mit Johann Dietrich von Varssem 1721–1723 einen Bürgermeister. In Dortmund war Georg von Varssem 1587 Richter. Philipp von Varssem war 1542–1549 Senator zu Dortmund und Georg von Varssem 1610 Reichsherr zu Dortmund.
In Westfalen besaß die Familie Herringen (1489), Hochlar (1529–1544), Kaldenhoff (1392–1476) und Lohaus (1410–1419), beide bei Hamm, Lohburg (1520), Scheidingen bei Soest (1724) und Wilberinghausen (1520), ein Lehen des Klosters Werden.
Das Geschlecht ist in der zweiten Hälfte des 18. Jahrhunderts ausgestorben.

## Persönlichkeiten
- Lambert von Vorshem, 1346 tho der tyd ein ammetmann tho dem Hamme (Amtmann im Amt Hamm)
- Lubbert von Varssem, 1461–1462 Komtur der Kommende Ascheraden, 1470–1471 Landmarschall von Livland
- Bertold von Varssem, 1508 Bürgermeister von Recklinghausen, Herr zu Loburg und Wilberinghausen
- Andreas von Varssem, 1577–1581 Propst des Klosters Oelinghausen
- Johann Dietrich von Varssem, 1721–1723 Bürgermeister zu Soest[4]

## Wappen
Blasonierung: Vierfach schrägrechts (oder -links) von Blau und Silber dreimal geteilt. Auf dem Helm zwei gezahnte Drachenflügel, jeder vierfach absteigend blau-silbern gestreift. Die Helmdecken sind blau-silbern.
Aufgrund der Wappenähnlichkeit vermutet Anton Fahne, dass die Herren von Varssem eines Stammes mit den Hessen zu Hessen und den Herringen zu Herringen sind.